# Victor Ambros
Victor R. Ambros (Hanover (New Hampshire), 1 december 1953) is een Amerikaans ontwikkelingsbioloog en Nobelprijswinnaar die de eerste bekende microRNA (miRNA) ontdekte. Hij is hoogleraar aan de Universiteit van Massachusetts Medical School. Hij voltooide zowel zijn bachelor- als doctoraatsstudie aan het Massachusetts Institute of Technology. Samen met Gary Ruvkun ontving Ambros in 2024 de Nobelprijs voor Fysiologie of Geneeskunde voor zijn onderzoek naar microRNA.

## Biografie
Ambros groeide op op een kleine melkveehouderij in Hartland, Vermont, in een gezin van acht kinderen en ging naar de Woodstock Union High School. Zijn vader, Longin, was een Poolse oorlogsvluchteling. 
Van het Massachusetts Institute of Technology ontving Ambros in 1975 een Bachelor of Science met een hoofdvak in biologie en in 1979 een Doctor of Philosophy in de biologie. Zijn doctoraatsbegeleider was David Baltimore, de Nobelprijswinnaar voor Fysiologie of Geneeskunde uit 1975. Ambros zette zijn onderzoek voort aan het MIT als de eerste postdoctoraal onderzoeker in het laboratorium van de toekomstige Nobelprijswinnaar H. Robert Horvitz.
In 1984 werd Ambros werd faculteitslid aan de Harvard-universiteit. Echter Harvard weigerde Ambros een vaste aanstelling te geven kort nadat hij had ontdekt wat nu bekendstaat als microRNA. Later in 2008 zie Baltimore hierover: "Ze verloren een potentiële Nobelprijswinnaar omdat ze in hem eenvoudigweg niet het potentieel zagen dat hij had ... Het is de aard van een baanbrekende ontdekking dat het achteraf baanbrekend is. Je kunt het niet van tevoren weten."
Ambros trad in 1992 toe tot de faculteit van Dartmouth College om in 2008 toe te treden tot de faculteit van de University of Massachusetts Medical School. Hier draagt hij momenteel de titel Silverman Professor of Natural Sciences in het programma Molecular Medicine, gesubsidieerd door zijn voormalige Dartmouth-student Howard Scott Silverman.

## Werk
In 1993 rapporteerden Ambros samen  met Rosalind Lee en Rhonda Feinbaum in het tijdschrift Cell de ontdekking van het eerste microRNA (een genproduct van lin-4), dat een belangrijke rol speelt in de ontwikkeling van in C. elegans, een rondworm die vaak wordt bestudeerd als modelorganisme. 

## Erkenning
Voor zijn werk mocht Ambros meerdere nationale en internationale onderscheidingen ontvangst nemen, waaronder:
- 2002: Newcomb Cleveland Prize van de American Association for the Advancement of Science (AAAS) voor het meest opmerkelijke artikel gepubliceerd in Science (mede-ontvanger samen met de laboratoria van David P. Bartel en Thomas Tuschl)
- 2004: Lewis S. Rosenstiel Award voor onderscheidend werk in medisch onderzoek van de Brandeis-universiteit (mede-ontvanger met Craig Mello, Andrew Fire en Gary Ruvkun)
- 2006: Genetics Society of America Medal voor uitzonderlijke bijdragen in de afgelopen 15 jaar
- 2008: Gairdner Foundation International Award (mede-ontvanger)
- 2008: Benjamin Franklin Medal voor levenswetenschappen van het Franklin Institute (mede-ontvanger met Gary Ruvkun en David Baulcombe)
- 2008: Albert Lasker Award for Basic Medical Research (mede-ontvanger met Gary Ruvkun en David Baulcombe)
- 2009: Dickson Prize van de Universiteit van Pittsburgh voor geneeskunde
- 2009: Louisa Gross Horwitz-prijs van de Columbia-universiteit (mede-ontvanger met Gary Ruvkun)
- 2009: Massry Prize van de University of Southern California (mede-winnaar met Gary Ruvkun)
- 2012: Dr. Paul Janssen Award voor biomedisch onderzoek van Johnson & Johnson (mede-ontvanger met Gary Ruvkun)
- 2013: Keio Medical Science Prize van de Keio-universiteit (mede-ontvanger met Shigekazu Nagata)
- 2014: Gruber Prize in Genetics van de Gruber Foundation (mede-ontvanger met Gary Ruvkun en David Baulcombe)
- 2014: Wolfprijs in geneeskunde van de Wolf Foundation (mede-ontvanger met Gary Ruvkun en Nahum Sonenberg)
- 2015: Breakthrough Prize in Life Sciences (mede-ontvanger met Charles David Allis, Alim Louis Benabid, Jennifer Doudna, Emmanuelle Charpentier en Gary Ruvkun)
- 2016: March of Dimes Prize in Developmental Biology (mede-ontvanger met Gary Ruvkun)
- 2024: Nobelprijs voor Fysiologie of Geneeskunde (mede-ontvanger met Gary Ruvkun)

1901: Behring · 
1902: Ross · 
1903: Finsen · 
1904: Pavlov · 
1905: Koch · 
1906: Golgi, Ramón y Cajal · 
1907: Laveran · 
1908: Mechnikov, Ehrlich · 
1909: Kocher · 
1910: Kossel · 
1911: Gullstrand · 
1912: Carrel · 
1913: Richet ·
1914: Bárány · 
1919: Bordet · 
1920: Krogh · 
1922: Hill, Meyerhof · 
1923: Banting, Macleod · 
1924: Einthoven ·
1926: Fibiger · 
1927: Wagner-Jauregg · 
1928: Nicolle · 
1929: Eijkman, Hopkins · 
1930: Landsteiner · 
1931: Warburg · 
1932: Sherrington, Adrian · 
1933: Morgan · 
1934: Whipple, Minot, Murphy · 
1935: Spemann · 
1936: Dale, Loewi · 
1937: Szent-Györgyi · 
1938: Heymans · 
1939: Domagk · 
1943: Dam, Doisy · 
1944: Erlanger, Gasser · 
1945: Fleming, Chain, Florey · 
1946: Muller · 
1947: C. Cori, G. Cori, Houssay · 
1948: Müller · 
1949: Hess, Moniz · 
1950: Kendall, Reichstein, Hench · 
1951: Theiler · 
1952: Waksman · 
1953: Krebs,Lipmann ·
1954: Enders, Weller, Robbins · 
1955: Theorell · 
1956: Cournand, Forssmann, Richards · 
1957: Bovet · 
1958: Beadle, Tatum, Lederberg · 
1959: Ochoa, Kornberg · 
1960: Burnet, Medawar · 
1961: Békésy · 
1962: Crick, Watson, Wilkins · 
1963: Eccles, Hodgkin, Huxley · 
1964: Bloch, Lynen · 
1965: Jacob, Lwoff, Monod · 
1966: Rous, Huggins · 
1967: Granit, Hartline, Wald · 
1968: Holley, Khorana, Nirenberg · 
1969: Delbrück, Hershey, Luria · 
1970: Katz, Euler, Axelrod · 
1971: Sutherland · 
1972: Edelman, Porter · 
1973: Frisch, Lorenz, Tinbergen · 
1974: Claude, De Duve, Palade · 
1975: Baltimore, Dulbecco, Temin ·
1976: Blumberg, Gajdusek · 
1977: Guillemin, Schally, Yalow · 
1978: Arber, Nathans, Smith · 
1979: Cormack, Hounsfield · 
1980: Benacerraf, Dausset, Snell · 
1981: Sperry, Hubel, Wiesel · 
1982: Bergström, Samuelsson, Vane · 
1983: McClintock · 
1984: Jerne, Köhler, Milstein · 
1985: Brown, Goldstein · 
1986: Cohen, Levi-Montalcini · 
1987: Tonegawa · 
1988: Black, Elion, Hitchings · 
1989: Bishop, Varmus · 
1990: Murray, Thomas · 
1991: Neher, Sakmann · 
1992: Fischer, Krebs · 
1993: Roberts, Sharp · 
1994: Gilman, Rodbell · 
1995: Lewis, Nüsslein-Volhard, Wieschaus · 
1996: Doherty, Zinkernagel · 
1997: Prusiner · 
1998: Furchgott, Ignarro, Murad · 
1999: Blobel · 
2000: Carlsson, Greengard, Kandel ·
2001: Hartwell, Hunt, Nurse · 
2002: Brenner, Horvitz, Sulston · 
2003: Lauterbur, Mansfield · 
2004: Axel, Buck · 
2005: Marshall, Warren ·
2006: Fire, Mello ·
2007: Capecchi, Smithies, Evans ·
2008: Zur Hausen, Barré–Sinoussi, Montagnier ·
2009: Blackburn, Greider, Szostak ·
2010: Edwards ·
2011: Beutler, Hoffmann, Steinman ·
2012: Gurdon, Yamanaka ·
2013: Rothman, Schekman, Südhof ·
2014: O'Keefe, Moser, Moser ·
2015: Campbell, Omura, Tu ·
2016: Osumi ·
2017: Hall, Rosbash, Young ·
2018: Allison, Honjo ·
2019: Kaelin, Ratcliffe, Semenza ·
2020: Alter, Houghton, Rice ·
2021: Julius, Patapoutian ·
2022: Pääbo ·
2023: Karikó, Weissman ·
2024: Ambros, Ruvkun
- Gemeinsame Normdatei: 1344158145
- International Standard Name Identifier: 0000 0004 1754 3343
- Library of Congress Control Number: n2009181559
- ORCID: 0000-0002-5562-5345
- Système universitaire de documentation: 122876458
- Semantic Scholar: 6095291
- Virtual International Authority File: 86279367
- WorldCat: E39PBJrmc4HpWmXMvHm3PfGPwC